# デイヴィッド・ミラー (映画監督)
デイヴィッド・ミラー（David Miller、1909年11月28日 - 1992年4月14日）は、アメリカ合衆国の映画監督。代表作は『ダラスの熱い日』。ケネディ暗殺事件を、ドキュメンタリータッチで重厚な作品に仕上げた。

## 作品
- 世界の屋根を行く (1933)
- 最後の無法者 (1941)
- フライング・タイガー (1942、日本未公開)
- 歌う捕物帖 (1949)
- われら自身のもの (1950)
- 突然の恐怖 (1952)
- 光は愛とともに (1956)
- 誰かが狙っている (1960)
- 裏街 (1961)
- 脱獄 (1962)
- ニューマンという男 (1963)
- ダラスの熱い日（1973）
- ビタースイート・ラブ (1978)